# Campeonato Mundial de Ciclismo en Ruta de 1928

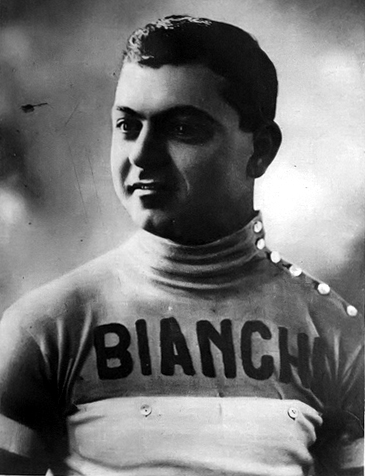
Allegro Grandi en 1929

Los Campeonatos del mundo de ciclismo en ruta de 1928 se celebraron en la localidad húngara de Budapest el 16 de agosto de 1928. 

## Resultados
| Evento                     | Oro                      | Oro        | Plata                   | Plata     | Bronce                 | Bronce    |
| -------------------------- | ------------------------ | ---------- | ----------------------- | --------- | ---------------------- | --------- |
| Pruebas masculinas         |                          |            |                         |           |                        |           |
| Hombres - carrera en línea | Georges Ronsse · Bélgica | 6h 20' 10" | Herbert Nebe · Alemania | + 19' 43" | Bruno Wolke · Alemania | m.t.      |
| Amateur - carrera en línea | Allegro Grandi           | 6h 55' 09" | Michele Mara            | m.t.      | Jean Aerts · Bélgica   | + 13' 45" |